# عباس تربتی
حاج آخوند ملاعباس تربتی معروف به ملا عباس تربتی و حاج آخوند (زاده ۱۲۵۰ خورشیدی تربت حیدریه - درگذشته ۲۴ مهر ۱۳۲۲، مشهد) روحانی و عارف معاصر شیعه بود. وی در حرم امام هشتم شیعیان در مشهد دفن گردید.
وی در تربت حیدریه و مشهد فقه و اصول و فلسفه آموخت. استاد برجسته او در علوم عالی علی‌اکبر مجتهد تربتی (نماینده آخوند خراسانی) بود. کنگرهٔ بزرگداشت وی در سال ۱۳۸۶ برگزار شد.
خدمات وی در جریان زلزله ۱۳۰۱ تربت حیدریه معروف به زلزله خرق و غوزان منجر به ارسال پیغام آمریکایی‌ها و ابلاغ تلگراف تشکر رئیس الوزرای وقت احمدشاه (مستوفی الممالک یا مخبر السلطنه) به وی گردید. در این زلزله وی کمک‌های نقدی ارسالی آمریکایی‌ها را نیز نپذیرفت و رد کرد.

## دربارهٔ او
«ملا عباس» به کار و زراعت نیز مشغول بود در عین حال آنچه مشهور بوده اهل کشف و کرامت بوده و در بحث و فقاهت نیز سختکوش بود. وی به شاهنامه نیز علاقه‌مند بوده و گاهی ابیاتی از آن را با گریه می‌خوانده است. او در مقابل فعالیت‌های دینی و مردمی خود اصلاً مزد نمی‌گرفت. مردم برای دادخواهی و شکایت از خوانین به او رجوع می‌کردند و او سعی در رفع گرفتاری آن‌ها داشت. جامه کرباس و گیوه کارگری می‌پوشید. فروزانفر که او را دیده بود وی را چنین توصیف کرده‌است: «دنیا به دور این مرد نگشته.»

قول آقاحسین قمی دربارهٔ وی: «حاج آخوند نه فقط از خوبان عالم اسلام است بلکه از خوبان دنیاست.»

## درگذشت
وی در ۲۴ مهر ۱۳۲۲ درگذشت و در مشهد حرم علی بن موسی صحن آزادی دفن شد.

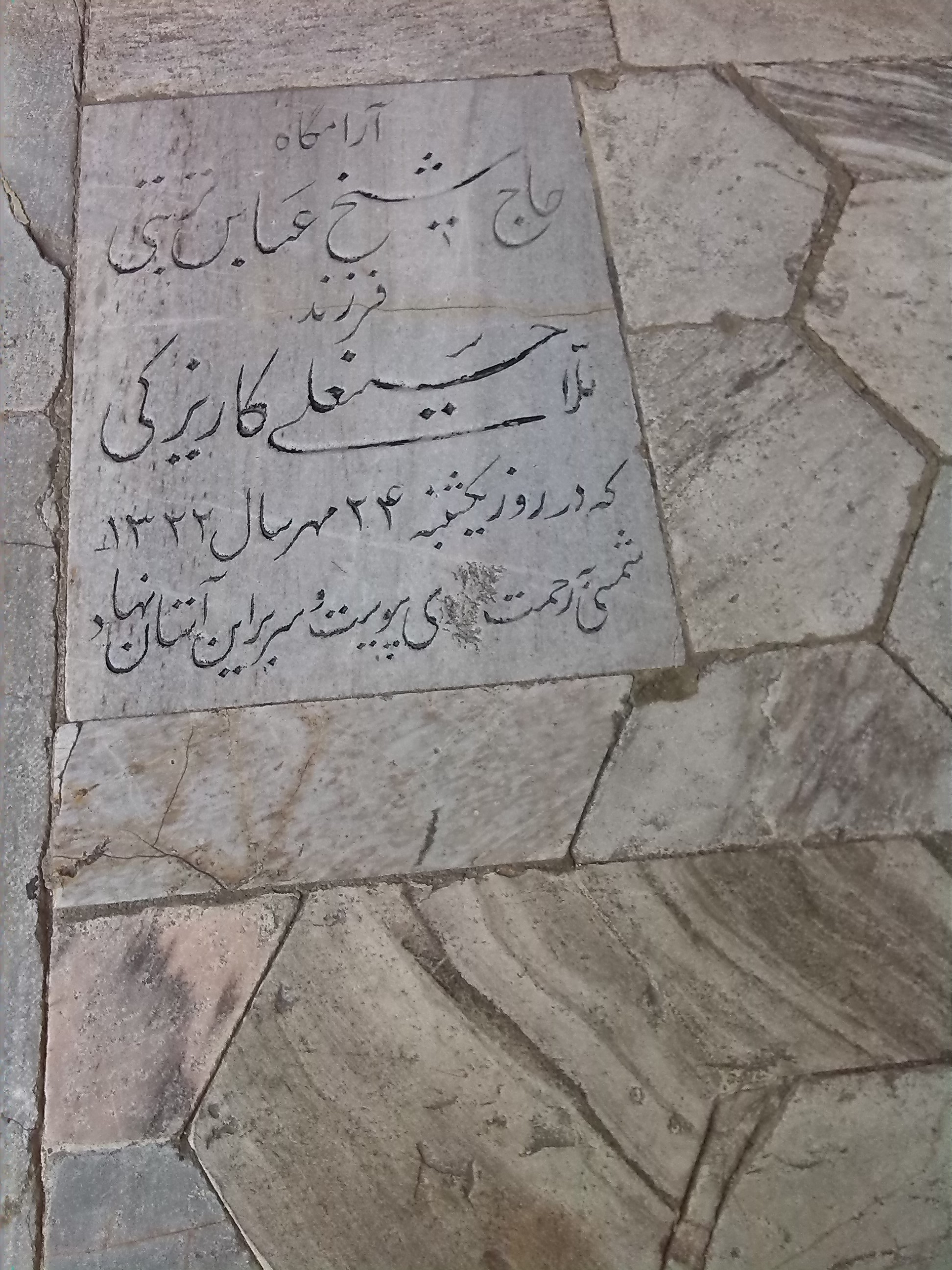
قبر شیخ عباس تربتی در مشهد حرم امام رضا صحن آزادی

## کتاب‌نامه
در سال ۱۳۶۹ کتابی با عنوان «فضیلت‌های فراموش‌شده» به قلم فرزند وی حسینعلی راشد توسط انتشارات اطلاعات پیرامون وی با با دیباچه مفصلی از جلال رفیع چاپ گردید که در سال ۱۳۹۶ به چاپ پنجاه‌ام رسید.
کتابی دیگری با عنوان مردی از تبار ملکوتیان نوشته محمد رشید دربارهٔ ایشان نوشته شده‌است که به خاطرات مردم تربت حیدریه از آیت عالم می‌پردازد. 